# Rusałka osetnik

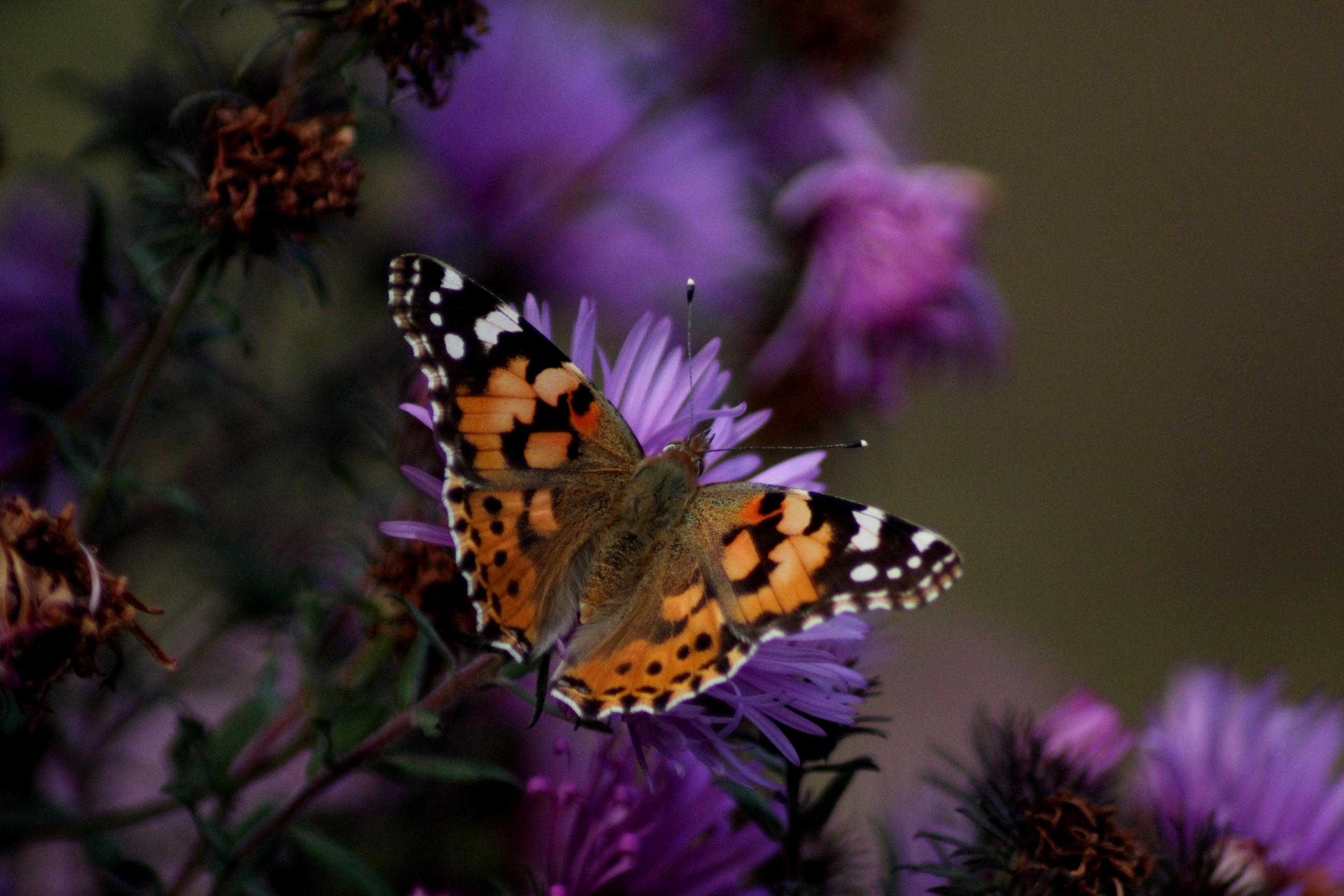

Rusałka osetnik (Vanessa cardui, syn. Cynthia cardui) – owad z rzędu motyli.

## Charakterystyka
Skrzydła o rozpiętości 55–60 mm, z wierzchu skrzydeł pomarańczowo-różowe z czarnym rysunkiem i białymi plamkami przy wierzchołkach przednich skrzydeł.
Owady dorosłe można spotkać w czerwcu (pokolenie wiosenne), a następnie od połowy lipca do końca września (pokolenie letnie). Imago żywi się nektarem kwiatów. Stożkowe jaja są składane przez samice na liściach roślin żywicielskich. Owad dorosły jesienią migruje nad Morze Śródziemne a wiosną do Polski powraca kolejne pokolenie.
Gąsienice żerują od czerwca do września. Podstawowymi roślinami żywicielskimi gąsienic są: ostrożeń, oset, popłoch i pokrzywa zwyczajna uzupełniającymi łopian, podbiał. Młode gąsienice budują kryjówki ze zwiniętych liści lub ukrywają się w oprzędach u nasady łodyg, starsze poruszają się swobodnie.
Przepoczwarczenie następuje w pobliżu rośliny żywicielskiej.
Typowe biotopy tego motyla to tereny ruderalne, ogrody, miedze, ugory, przydroża. Rusałka osetnik unika lasów.

## Filatelistyka
Poczta Polska wyemitowała 16 listopada 1991 r. znaczek pocztowy przedstawiający rusałkę osetnika o nominale 1500 zł, w serii Motyle z kolekcji Instytutu Zoologii PAN w Warszawie. Autorem projektu znaczka był Ovidiu Oprescu. Wydrukowano 2.500.000 sztuk. Znaczek pozostawał w obiegu do 15 stycznia 1994 r.

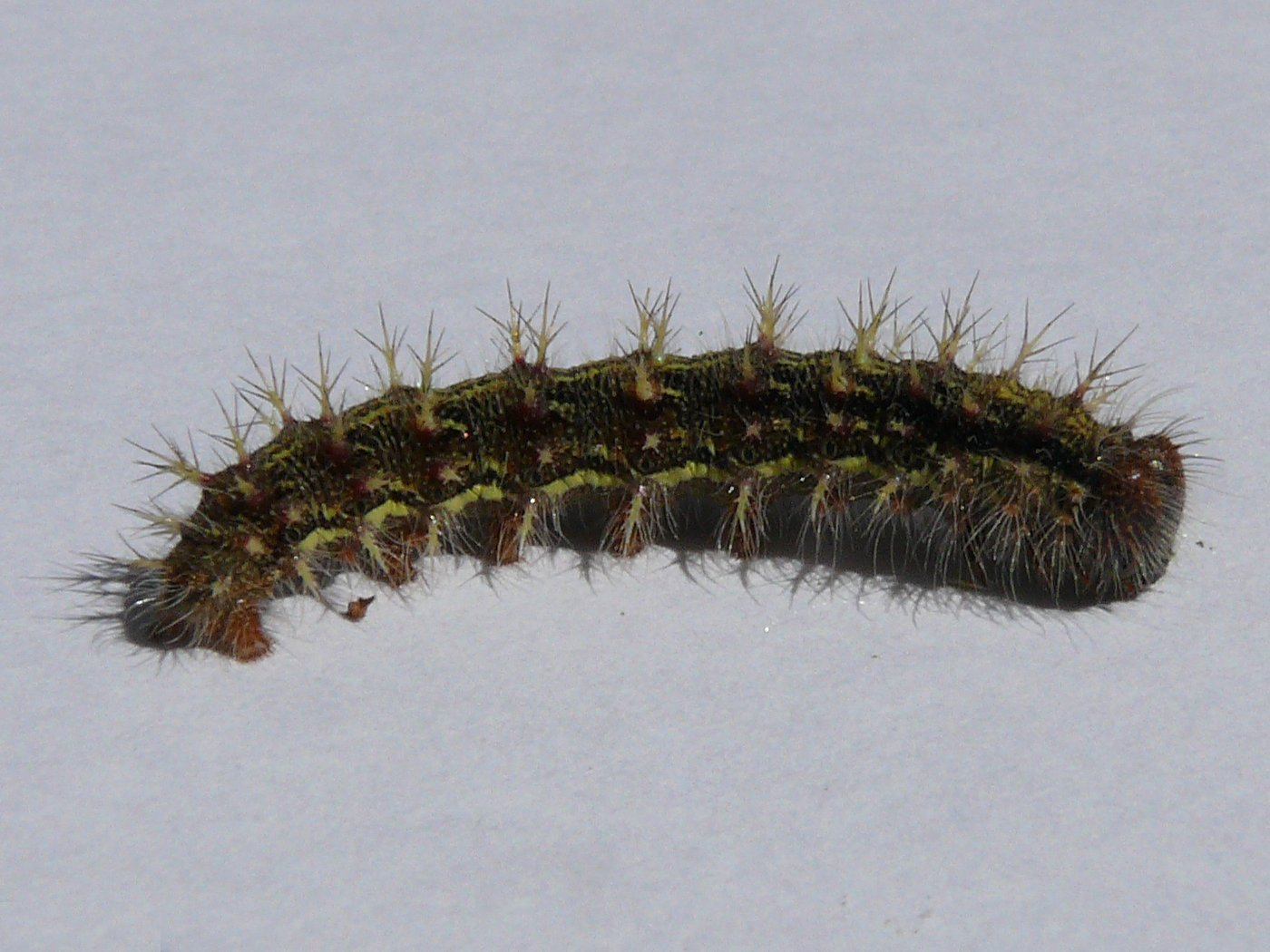
Gąsienica
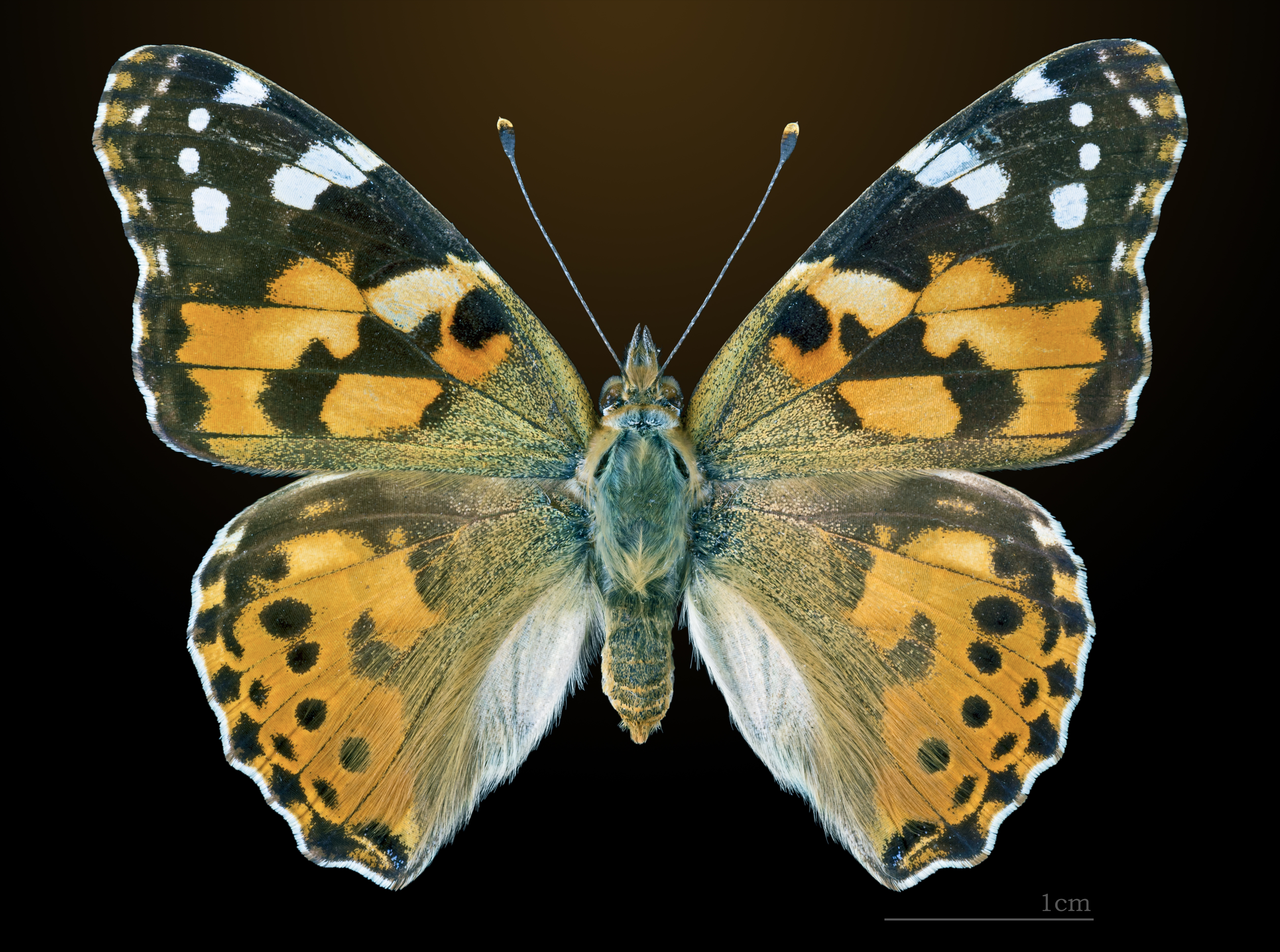
Vanessa cardui
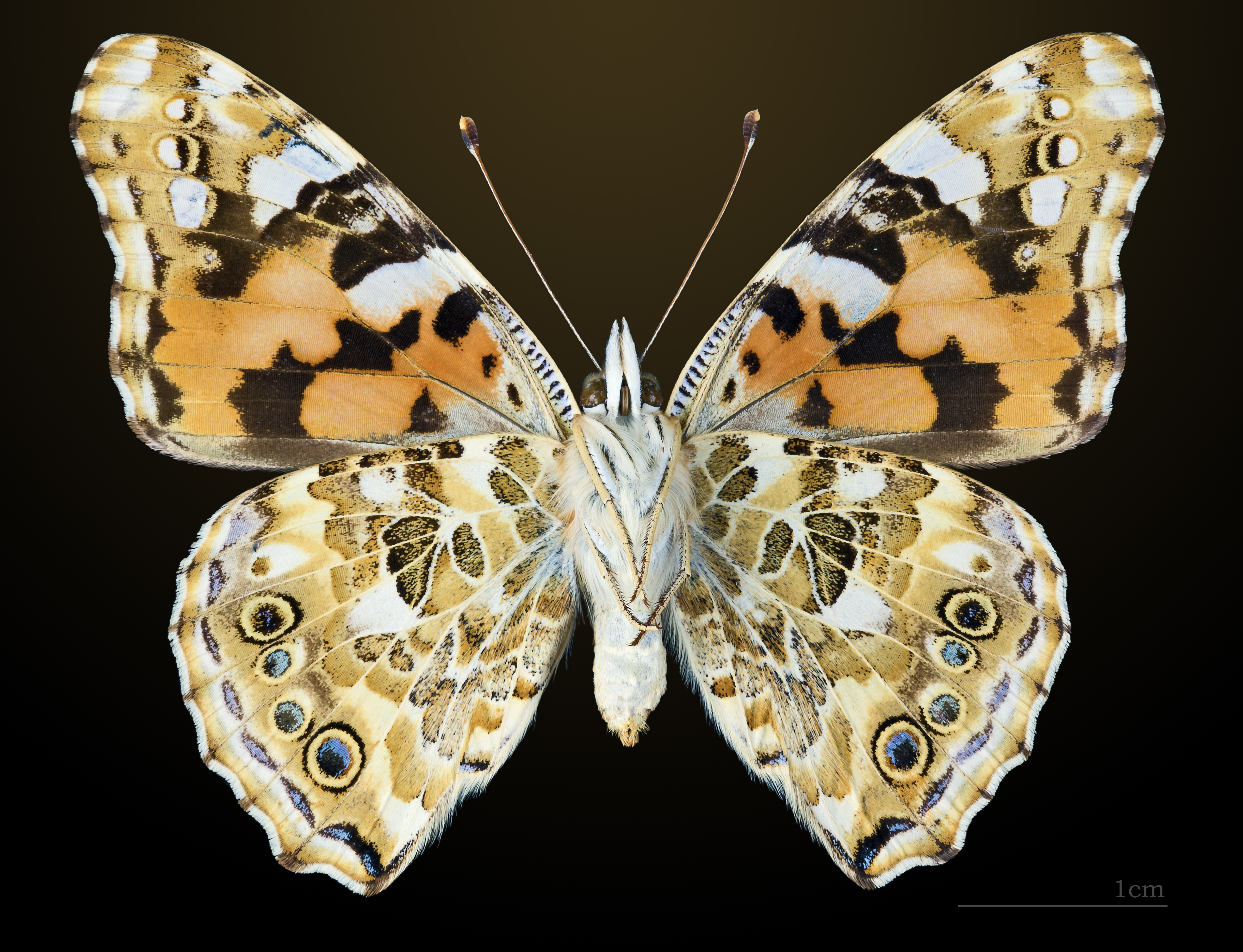
△ Vanessa cardui